# Gloeoasterostroma sordidum
Gloeoasterostroma sordidum är en svampart som beskrevs av Rick 1938. Gloeoasterostroma sordidum ingår i släktet Gloeoasterostroma, ordningen Russulales, klassen Agaricomycetes, divisionen basidiesvampar och riket svampar.   Inga underarter finns listade i Catalogue of Life.